# بيل كرولي
بيل كرولي (بالإنجليزية: Bill Crowley)‏ هو لاعب كرة قاعدة أمريكي، ولد في 8 أبريل 1857 في فيلادلفيا في الولايات المتحدة، وتوفي في 14 يوليو 1891 في غلوستر في الولايات المتحدة.

## وصلات خارجية
- بيل كرولي على موقعبيزبول رفرنس.كوم (الدوري الرئيسي) (الإنجليزية)
- بيل كرولي على موقعبيزبول رفرنس.كوم (الدوري الثانوي) (الإنجليزية)